# Scelida nigricornis
Scelida nigricornis är en skalbaggsart som först beskrevs av Martin Jacoby 1888.  Scelida nigricornis ingår i släktet Scelida och familjen bladbaggar. Inga underarter finns listade i Catalogue of Life.